# Alberto Pollio
Alberto Pollio (Caserta, 21 aprile 1852 – Torino, 1º luglio 1914) è stato un generale italiano, ricoprì il ruolo di capo di Stato maggiore del Regio Esercito tra il 1908 e il 1914. Ufficiale competente e colto, fu sinceramente favorevole alla Triplice Alleanza.

## Biografia

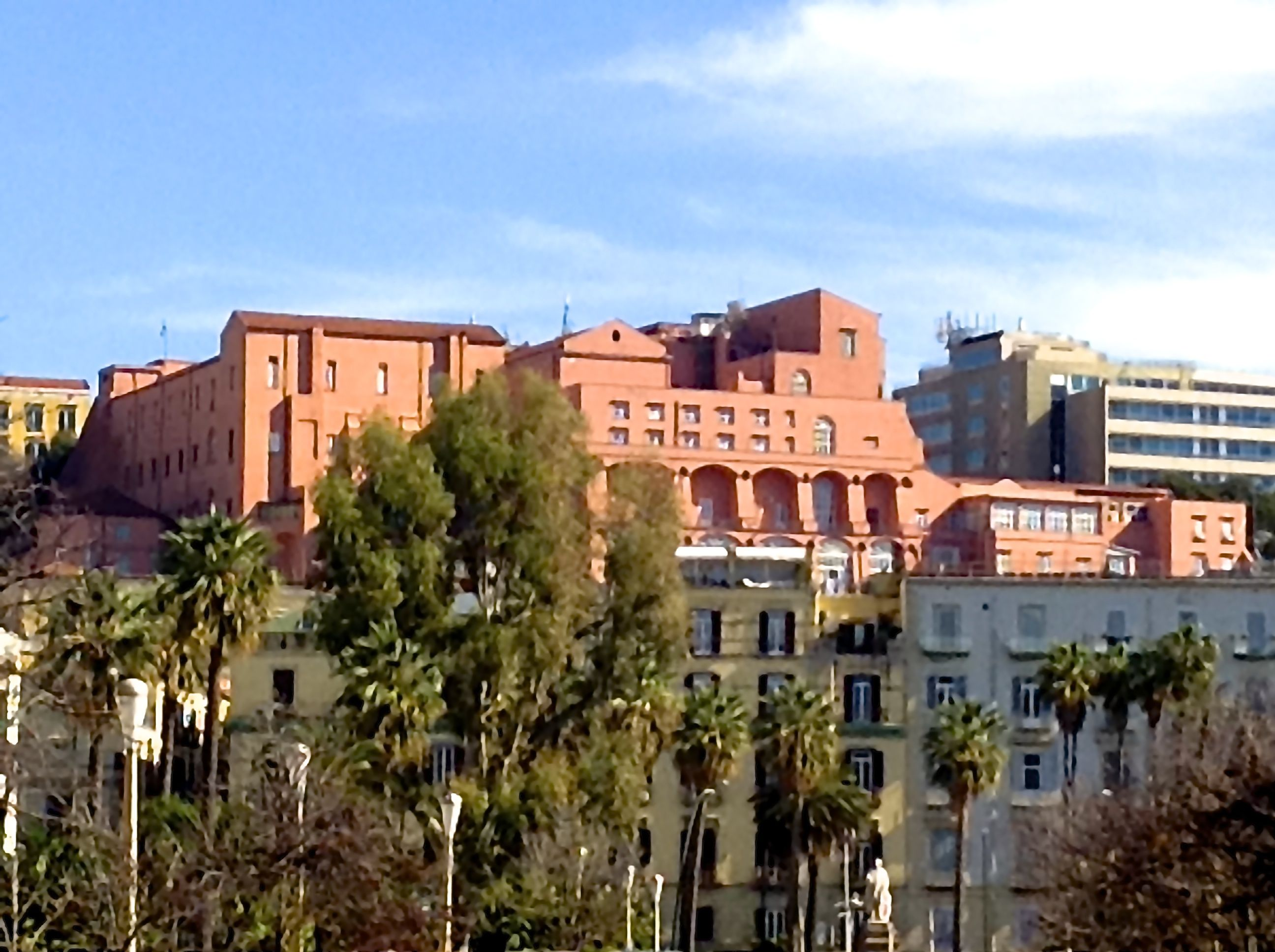
Il complesso della Nunziatella, 2014.

Nato il 21 aprile 1852 a Caserta, Alberto Pollio era figlio di Michele, ufficiale dell’esercito del Regno delle Due Sicilie, e da Maria Oberty; nel dicembre 1860 entrò alla Scuola militare della Nunziatella, ancora  accademia per la formazione dei quadri dell’esercito dei Borboni e poi riordinato come collegio militare dopo l’Unità. Nel 1866 fu ammesso alla Scuola di fanteria e cavalleria di Modena, dove rimase solo pochi mesi prima di trasferirsi nella più prestigiosa Accademia militare di Torino, che durante il Regno d’Italia aveva il compito di preparare gli ufficiali delle cosiddette ‘armi dotte’ (artiglieria e genio), tradizionalmente destinati alle carriere più brillanti. Uscì dalla scuola nell’aprile 1870 con il grado di sottotenente; prestò servizio di prima nomina nel 10° Reggimento di artiglieria, dove raggiunse il grado di tenente. Nel 1876, Pollio fu ammesso alla Scuola di guerra, l’istituto che preparava i quadri dello Stato maggiore e dava conseguentemente accesso ai vertici della carriera militare. L’anno successivo, appena venticinquenne, entrò in servizio nel corpo di Stato maggiore, dove lo raggiunse la promozione a capitano nel 1878 .

Stemma della Scuola militare "Nunziatella", accademia militare di Napoli.

Come per molti altri pari grado destinati a raggiungere i livelli apicali (come il poco più anziano Luigi Cadorna), l’ingresso così giovane nell’élite del corpo di Stato maggiore significò la proiezione verso una carriera ben diversa dalle lente progressioni di rango che sarebbero state tipiche dell’esercito negli anni successivi. Per quindici anni Pollio percorse rapidamente il cursus honorum militare, percorso influenzato anche dalla stretta frequentazione della famiglia reale: assolse l’incarico di ufficiale d’ordinanza del re Umberto I d'Italia (dal 1879) e poi di aiutante di campo (dal 1887). A differenza di Cadorna, che proveniva da una famiglia della tradizionale aristocrazia provinciale piemontese, Pollio non poteva però vantare che un’estrazione sociale modesta, una condizione aggravata dal non far parte della vecchia corporazione sabauda. Come i due primi capi di Stato maggiore dell’esercito, Enrico Cosenz e Domenico Primerano, Pollio apparteneva a quel vasto numero di ufficiali dell’esercito italiano reclutati tra i ranghi del disciolto esercito del Regno delle Due Sicilie. Tutti e tre si erano formati, prima dell’Unità, alla Nunziatella, ma se i più anziani Cosenz e Primerano avevano poi combattuto nelle campagne risorgimentali, un’esperienza ritenuta fondamentale per l’integrazione nel futuro esercito nazionale, Pollio non ebbe mai al suo attivo alcuna partecipazione a campagne belliche. Il suo successo era dovuto soprattutto a spiccate doti diplomatiche, alla grande capacità comunicativa e a un notevole carisma personale, caratteristiche non proprio diffuse nella casta militare dell’epoca .
«Rassomigliare a Pollio era il sogno di noi ragazzi» avrebbe scritto molti anni più tardi il generale Eugenio de Rossi, ricordando il fascino che la figura del brillante aiutante di campo del re esercitava sui giovanissimi allievi ufficiali. Pollio lasciò la carica di aiutante di campo nel 1891 con il grado di tenente colonnello per rientrare in servizio presso il Corpo di Stato maggiore. Nel 1892 fu promosso colonnello ma, contrariamente alla prassi dell’epoca, non assunse alcun comando operativo; tra il 1893 e il 1896 fu destinato a Vienna come addetto militare, un incarico delicato, soprattutto considerato il complesso rapporto tra Italia e Austria-Ungheria all’interno della Triplice alleanza, che Pollio svolse con ambiguità. Da un lato, la sua nomea (ampiamente rivendicata) di conservatore in politica interna e accanito ‘triplicista’ in politica estera favorì ottimi rapporti con gli esponenti della casta militare asburgica (per tutta la vita mantenne contatti amicali con la sua futura controparte tedesca, il potente Helmut von Moltke, e cortesi persino con Franz Conrad, il futuro capo di Stato maggiore austriaco noto per la sua patologica ostilità verso gli italiani), dall’altro la simpatia per gli alleati lo pose in una condizione sospetta per i suoi stessi superiori, considerato che all’addetto militare si chiedeva di svolgere sostanzialmente anche un’attività spionistica .
Nel 1895 conobbe e sposò a Vienna Eleonora Gormasz, figlia di una famiglia dell’agiata borghesia commerciale di recente nobiltà, da cui ebbe tre figlie: Beatrice, Margherita, Renata. Poco tempo dopo Pollio venne richiamato in Italia, venendo improvvisamente esonerato, forse dovuto anche ai sospetti crescenti sulla famiglia Gormasz e sui suoi rapporti con i servizi segreti austriaci, che non ebbe tuttavia conseguenze troppo gravi nella sua brillante carriera. Nel novembre 1896, assunse il comando del 40° Reggimento di fanteria, di guarnigione a Napoli. Nel 1900, promosso maggiore generale, prese il comando della Brigata Siena, anch’essa di stanza nel capoluogo partenopeo, che tenne fino al 1906, quando venne promosso tenente generale e posto al comando della Divisione militare di Cagliari e poi di Genova, nel 1908). Pollio aveva così raggiunto il vertice della gerarchia militare senza avere mai avuto alcuna esperienza di combattimento, un’eccezione tra i generali dell’epoca, molti dei quali abbastanza anziani da aver partecipato almeno alla guerra del 1866 o reduci dalle campagne coloniali degli anni 1880 e 1890. Sotto questo profilo, l’affinità con Cadorna, da cui lo separava una marcata ostilità, risultava evidente, poiché entrambi erano considerati dei prestigiosi teorici della guerra, ma nessuno dei due aveva mai avuto occasione di verificare le proprie dottrine sul campo di battaglia. L’attività pubblicistica di Pollio, d’altra parte, era spiccatamente orientata alla storia militare piuttosto che alla dottrina operativa. Nel corso degli anni aveva dato alle stampe alcuni apprezzati saggi, tra cui un’analisi della battaglia di Waterloo (Waterloo 1815, Roma 1906) e una ricostruzione della sconfitta di Custoza del 1866 (Custoza 1866, Torino 1903), nota soprattutto per essere il primo tentativo di oltrepassare il tabù della grande onta risorgimentale fornendo una spiegazione tecnica alla disfatta. Nel suo volume, Pollio sottolineò come principale ragione della sconfitta le divisioni tra i due comandanti (Alfonso La Marmora ed Enrico Cialdini), il dilettantismo dei vecchi generali piemontesi e il panico che li investì dopo i primi scontri, un atto di accusa giustificato dai fatti in cui tuttavia traspariva evidente il rancore del parvenu meridionale nei confronti della vecchia aristocrazia militare sabauda .

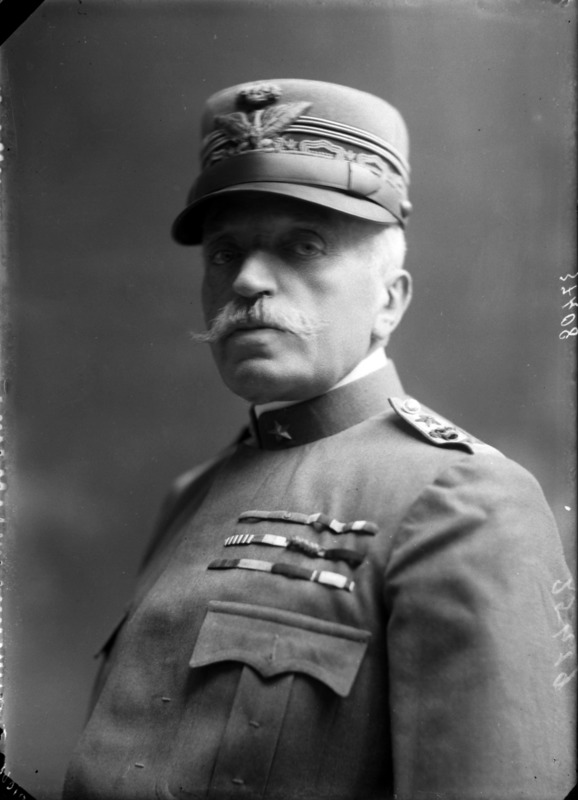
Luigi Cadorna, successore di Pollio.

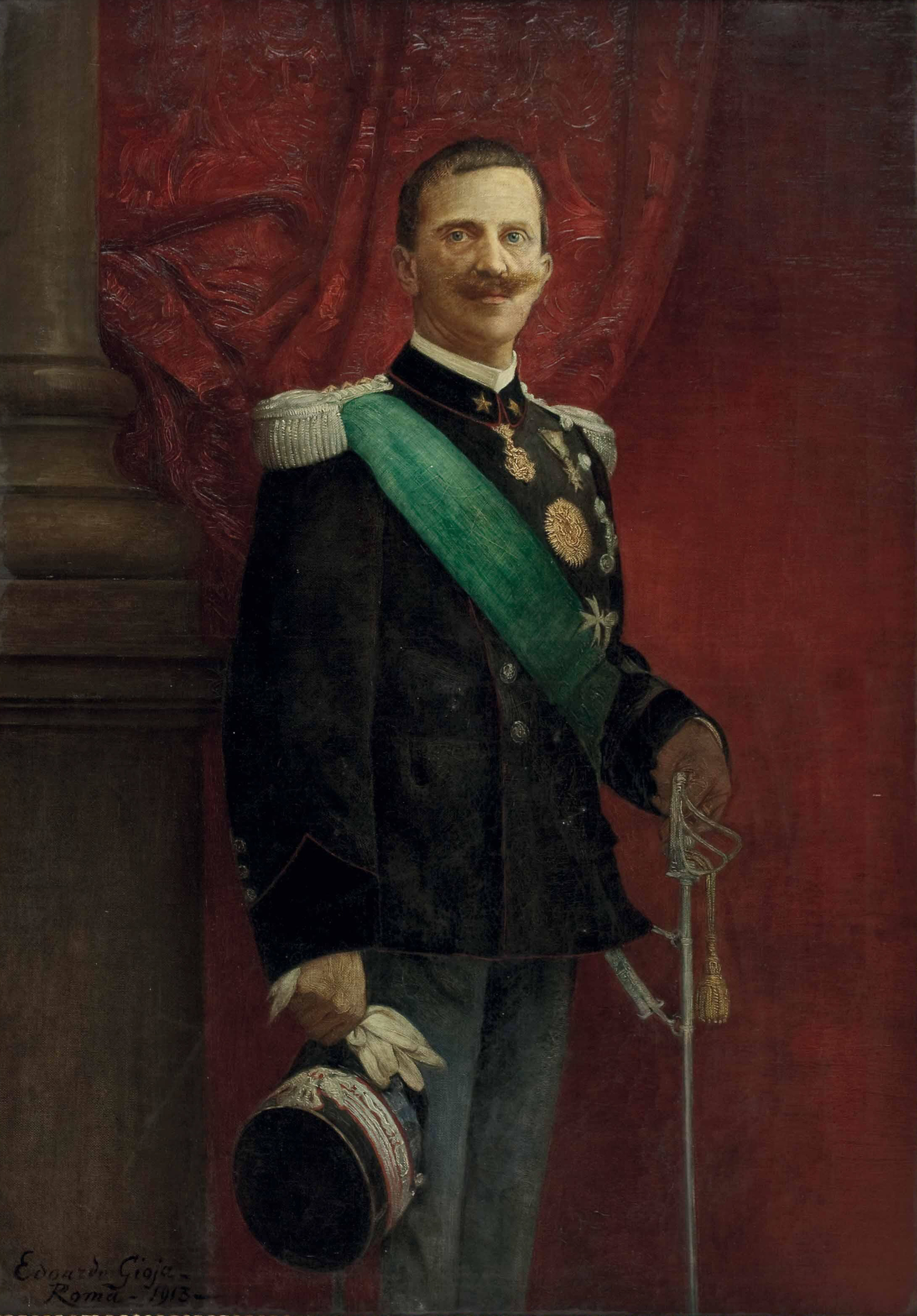
Ritratto di Vittorio Emanuele III d'Italia.

Nel 1908 si pose il problema della successione al generale Tancredi Saletta, prossimo al collocamento a riposo, nella carica di capo di stato maggiore dell'Esercito Italiano; tra i papabili figuravano Pollio e Cadorna, più anziano di grado, ma di cui era nota la rigida interpretazione dell’ampia autonomia che il capo di Stato maggiore avrebbe dovuto avere, anche nei confronti del monarca, il quale era comandante in capo delle forze armate, a norma dello Statuto, nell’eventuale conduzione di una guerra. Ugo Brusati, primo aiutante di campo del re, fu incaricato di sondare gli umori del generale piemontese che gli confermò la sua valutazione sulla necessità, in caso di guerra, di avere un capo effettivamente indipendente e con poteri pressoché assoluti nella gestione dei quadri e nelle scelte strategiche. Pollio, molto più accomodante e diplomatico, venne così preferito, divenendo il quarto capo di Stato maggiore dell’esercito italiano. La sua gestione dell’incarico rifletté per molti versi le ambiguità della politica internazionale italiana di quegli anni. Da un lato, gli accordi con gli alleati della Triplice prevedevano che l’Italia partecipasse attivamente a un futuro conflitto con la Francia. Pollio si spese in prima persona per porre l’esercito in grado di espletare questo compito, sia dedicandosi intensamente alla sua modernizzazione, sia riprendendo i piani per l’invio di un’armata sul Reno in appoggio all’esercito tedesco. Dall’altro, l’orientamento strategico di quegli anni prevedeva di prendere in seria considerazione il caso di un conflitto contro l’Austria-Ungheria. Furono stanziati forti finanziamenti pubblici per la costruzione di una serie di opere fortificate al confine nord-orientale, e Pollio personalmente studiò nel 1908 le opzioni nel caso di una guerra in Veneto o sulla costa adriatica .
La campagna di Libia (1911-12) rese più problematica l’opera di Pollio per la riorganizzazione dell’esercito. La campagna, che egli diresse da Roma affidando al generale Carlo Caneva il comando sul campo, assorbì molti più uomini e materiali del previsto e quando venne rinnovata la Triplice alleanza, nel dicembre 1912, Pollio fu costretto a comunicare a von Moltke che l’impiego di truppe italiane sul fronte francese, pur ancora previsto dal trattato di alleanza, doveva ritenersi nel futuro immediato sospeso per mancanza di risorse. Ciò nonostante, l’impegno triplicista del capo di Stato maggiore non venne meno; nel settembre 1913, partecipando alle grandi manovre tedesche in Slesia, riaffermò pubblicamente la sua volontà di sostenere militarmente gli alleati con ogni mezzo in una guerra futura. Nel febbraio 1914, su sua pressione, il governo Giolitti approvò il progetto di invio di tre corpi d’armata sul Reno per partecipare a un’offensiva congiunta italo-tedesca contro la Francia. Alberto Pollio morì improvvisamente il 1° luglio 1914 a Torino a seguito di complicazioni cardiache; con la sua morte, a succedergli al vertice dello Stato Maggiore fu proprio il generale Luigi Cadorna . Nel marzo del 1912, Alberto Pollio fu nominato senatore .

## Opere
- Napoleone I. Conferenze di presidio tenute in Livorno il 7 ed il 14 marzo 1901, Livorno, Off. Tip. di A. Debatte, 1901.
- Custoza. 1866, Torino, Roux e Viarengo, 1903.
- Waterloo (1815). Con nuovi documenti, Roma, Casa Editrice Italiana, 1906.
- Manovre coi quadri intorno a Roma, 1908. Osservazioni personali. (comando del corpo di Stato Maggiore, Ufficio istruzioni e manovre), Sassari, Tip. Ditta G. Dess, 1909.
- La campagna invernale del 1806-07 in Polonia. Studio critico, Roma, La libreria dello Stato, 1935.